# カンディド・ロペス (コック)
カンディド・ロペス・サンス（Cándido López Sanz、1903年12月1日 - 1992年8月16日）は、スペインのセゴビア県コカ出身のコック。メソン経営者で、セゴビアの有名なレストラン、メソン・デ・カンディドのオーナー。
子供の頃からコックとして働いていた。1931年にメソン・デル・アソデホのオーナーになった時、コチニーリョ・アサードほかのアサードの料理で人気を博した。

## 履歴
20世紀初頭にセゴビア県の町であるコカに生まれ、2歳の時に両親とともにセゴビアに移り、マルコンセホ通り2番地に住んでいた。年少の頃にグラン・カフェ＝レストラン・ラ・ウニオンでコックとして働き始めた。
27歳の時、カンディドはメソン・デル・アソゲホのオーナー、ミカエラ・カサスの娘のパトロと結婚した。ロゾヤ侯爵によると、1931年の「スペインの美食の記念日」（スペイン語: fecha memorable para la gastronomía española）にカンディドがメソンを引き継いだ。1941年（カンディドが引き継いで10年後）、メソンは芸術的モニュメントのカタログに記載された。日々提供される名物の中には、豚耳と豚足を添えたラ・グランハの豆、カスティーリャのスープ、セプルベダ風の子羊のロースト、コチニーリョ・アサード、子羊のシチューなどがある。フランコ独裁の間、カンディドはしばしばニュースに登場した。

## 受賞
- セゴビアの黄金のアルカサル
- 仕事の功績の金メダル
- ホステルの功績の金メダル
- 観光業の功績の金メダル
- 全西レストラン経営社連盟の金メダル
- 市民の功績の公式十字
- カスティーリャ・イ・レオンの観光の騎士（ゴールド・カテゴリー）
- イサベル・ラ・カトリカ騎士団
- 観光業の功績の騎士（フランス）